# HMS Jägaren (V150)
HMS Jägaren (V150) var en patrullbåt i svenska marinen som omklassades 1988 till vedettbåt. Jägaren var i tjänst i svenska marinen från den 24 november 1972 till den 7 april 2016. Från den 19 augusti 2016 ägs fartyget av Sjöhistoriska museet men drivs och sköts av den ideella Föreningen Svenska Patrullbåtar.

## Historik
Jägaren tillverkades i Norge med de norska patrullbåtarna i Storm-klassen som förebild, och sjösattes den 8 juni 1972. Vid ombyggnaden till vedettbåt så ersattes den 57 mm APJ 7101 som fanns på fördäcket med en äldre 40 mm automatkanon m/48 pjäs, och de två MTU dieslarna på vardera 3 600 hk ersattes med två Cummins-dieslar med lägre effekt. Max farten sjönk därmed från 35 till 21 knop. HMS Jägaren var den av patrullbåtarna som var operativ längst. Då hon ingick i 44. röjdykardivisionen ur 4. sjöstridsflottiljen och övervakade fartygstrafiken mellan Sverige och Danmark, normalt mellan norska gränsen i norr och Falsterbokanalen i söder. 
Fartyget hade våren 2010 fått en ny typ av 40 mm pjäs på fördäck. Pjäsen var en äldre 40 mm pjäs m/48 som hade renoverats och moderniserats med elektrisk drift, samt försetts med en kupol med låg radarmålyta. Fartyget hade utrymme för oljebekämpningsutrustning på akterdäcket. Fartyget har varit i kontinuerlig tjänst sedan 1972, förutom mellan åren 2002 och 2008 då hon låg i malpåse. Den 7 april 2016 togs HMS Jägaren ur tjänst, och avrustades på Ö-varvet på Öckerö .
Den 19 augusti 2016 överlämnade Försvarsmakten officiellt Jägaren till Sjöhistoriska museet, som i sin tur lämnade henne vidare till Föreningen Svenska Patrullbåtar (FSvP). Föreningen Svenska Patrullbåtar kommer att, med Sjöhistoriska museet som ägare av fartyget, sköta driften av Jägaren och fortsätta hålla henne sjögående. Jägaren ingår nu även i Veteranflottiljen, med Gålöbasen på Gålö som hemmahamn.

## Galleri

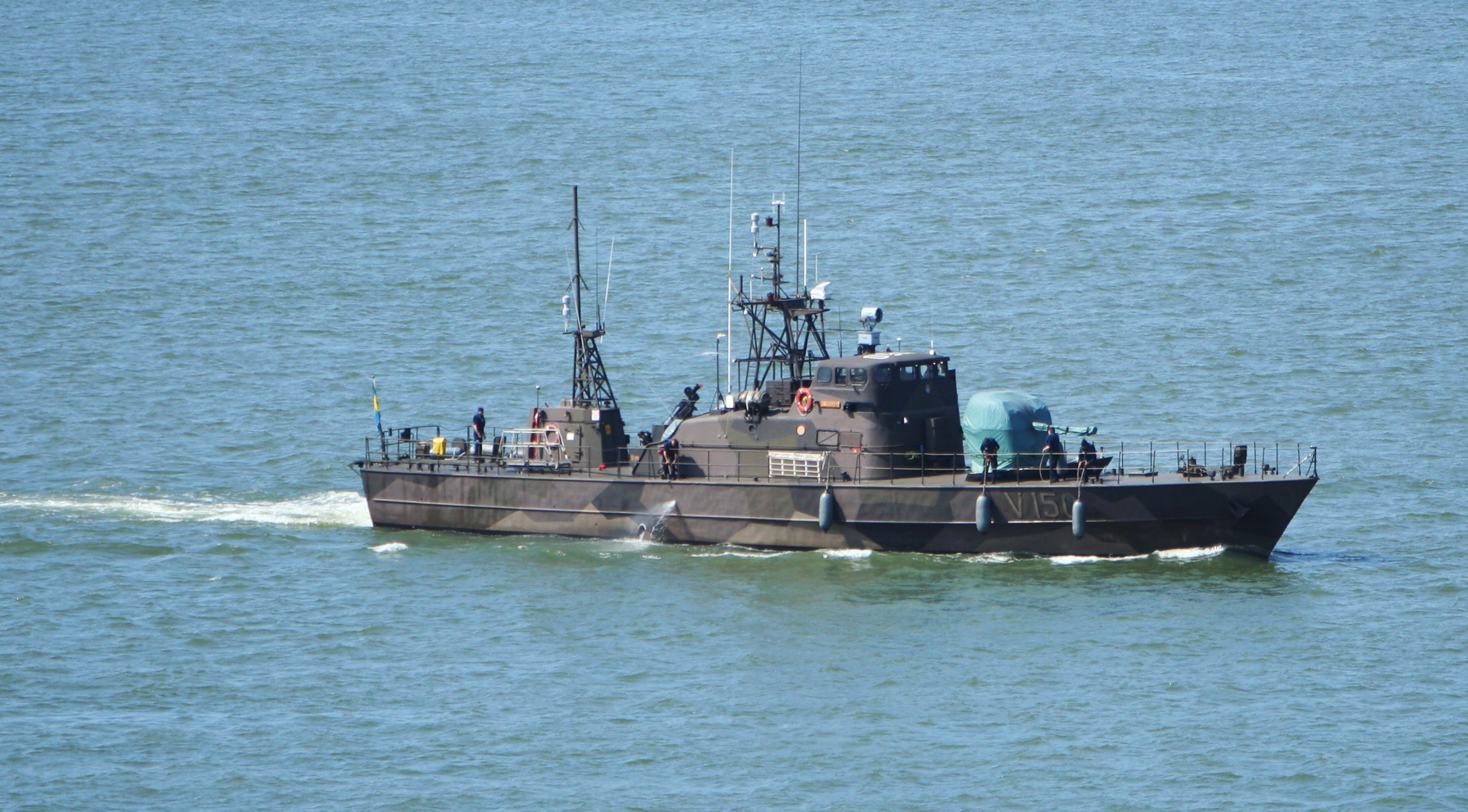
HMS Jägaren, 2006.
HMS Jägarens vapen.
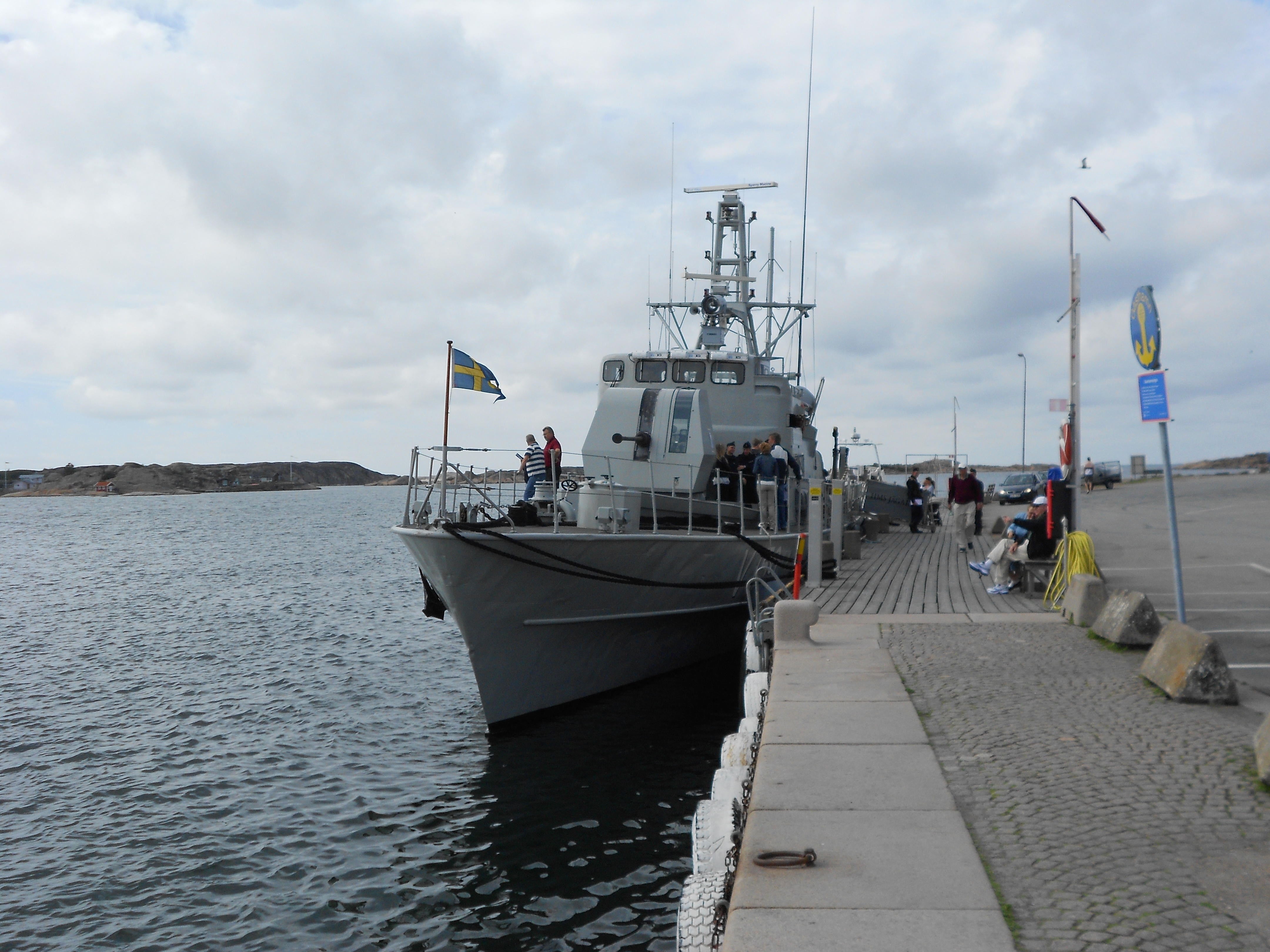
HMS Jägaren förtöjd i Hunnebostrand sommaren 2011.
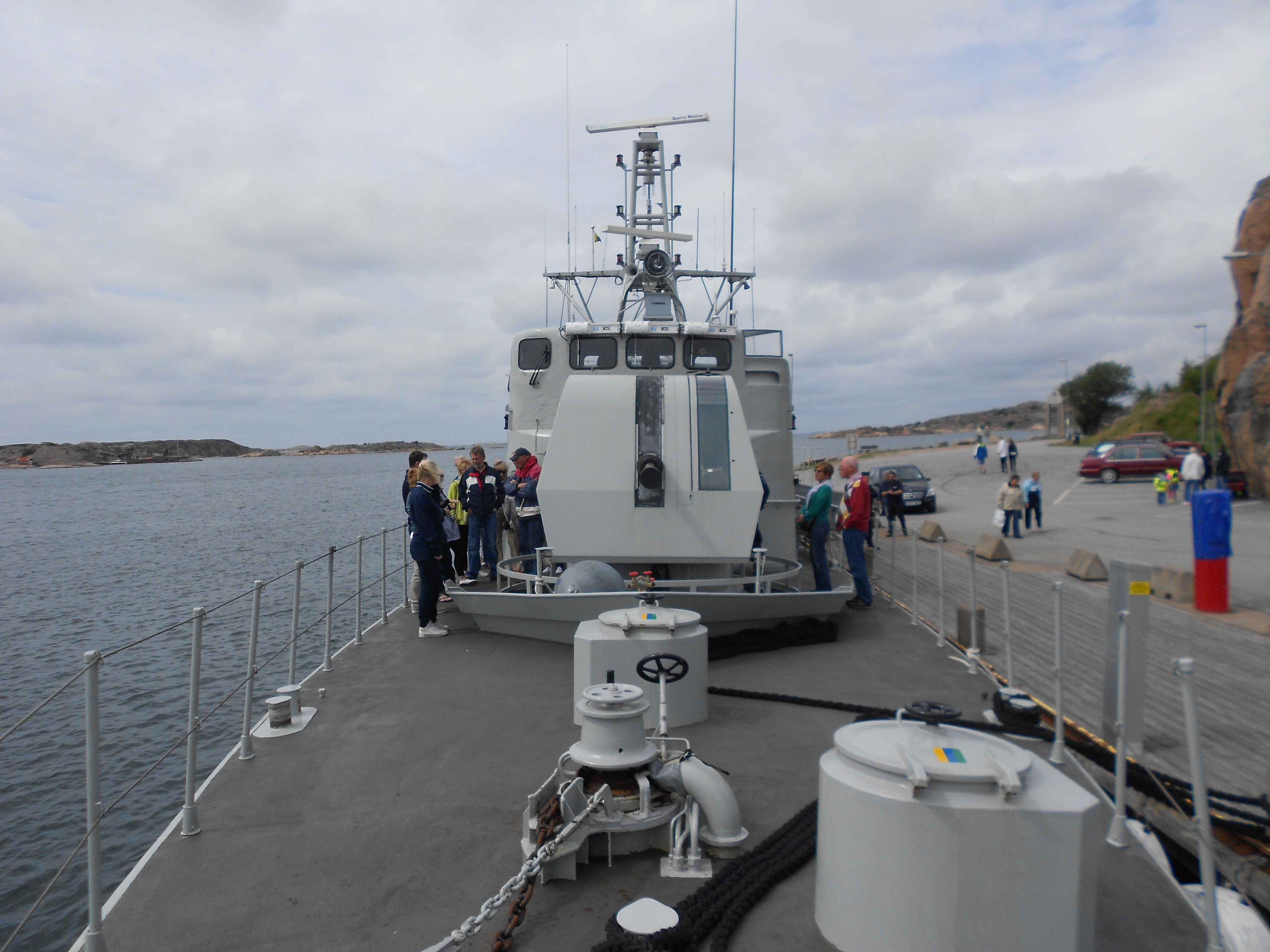
HMS Jägaren förtöjd i Hunnebostrand sommaren 2011.